# Guernea (Guernea) petalocera
Guernea (Guernea) petalocera is een vlokreeftensoort uit de familie van de Dexaminidae. De wetenschappelijke naam van de soort is voor het eerst geldig gepubliceerd in 1959 door Ruffo.